# Elisabeth Vischer-Alioth
Elisabeth Vischer-Alioth (geboren am 7. September 1892 in Arlesheim; gestorben am 20. August 1963 in Basel) war eine schweizerische Frauenrechtlerin, Journalistin und Sozialaktivistin.

## Leben

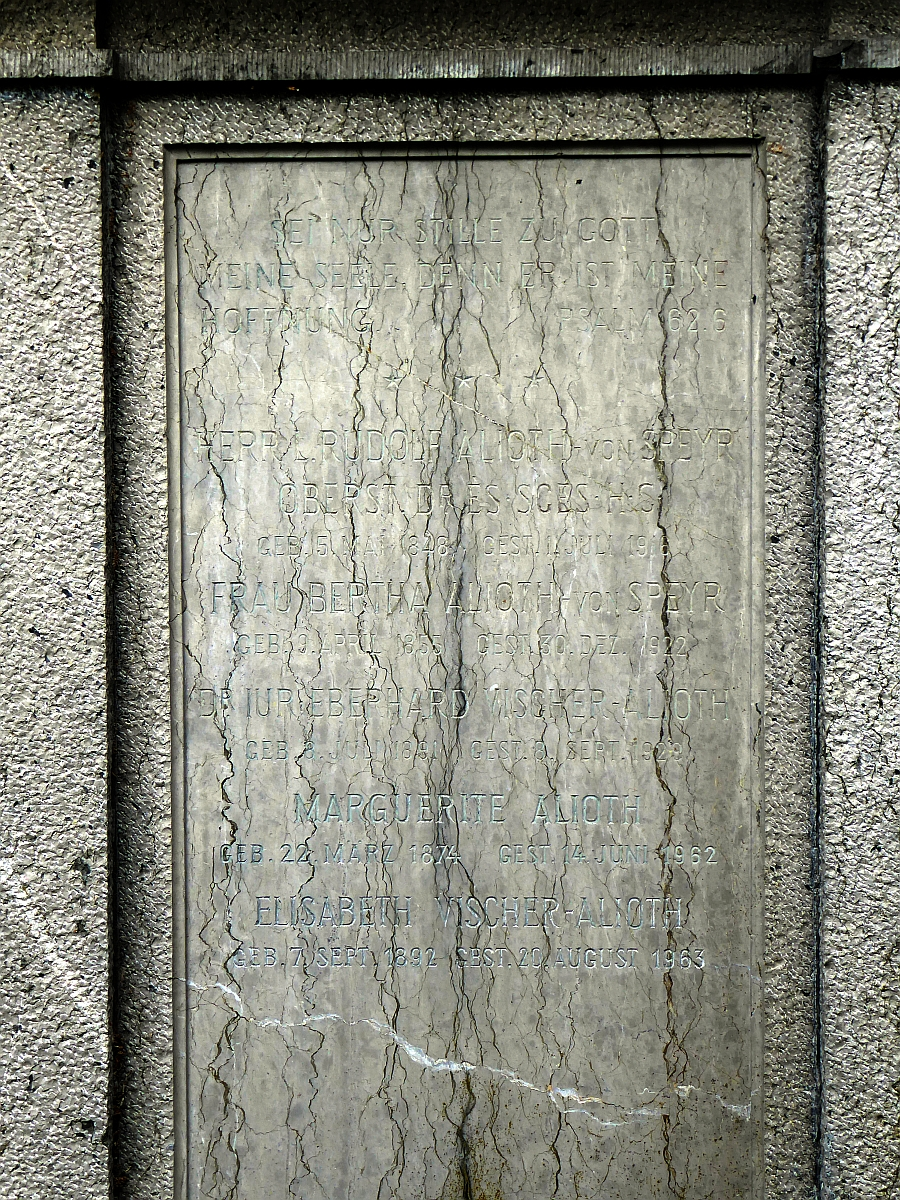
Grab auf dem ehemaligen Friedhof in Arlesheim

Elisabeth Alioth war die Tochter von Ludwig Rudolf Alioth und dessen Frau Bertha, geborene Speyr. Ihre ältere Schwester war die Pianistin und Komponistin Marguerite. Elisabeth besuchte Privatschulen in Basel und Genf sowie 1913 bis 1914 die Soziale Frauenschule in Berlin. Als der Erste Weltkrieg ausbrach, nahm sie die Arbeit in der Staatlichen Hilfskommission des Kantons Basel-Stadt für in Not geratene Familien auf. Von 1915 bis 1918 leitete sie auch das Sekretariat der Hilfsorganisation Pro Juventute in Basel. Von 1916 bis 1919 war sie zudem Sekretärin von Musikschule und Konservatorium in Basel. Später begann sie eine Tätigkeit als Journalistin und schrieb unter dem Kürzel EVA Artikel.
Sie war mit Eberhard Vischer (1891–1929) verheiratet, welcher am Basler Appellationsgericht als Gerichtsschreiber angestellt war. Ihr Mann war der Sohn des Theologen Eberhard Vischer und der Bruder des Theologen Wilhelm Vischer.
Ab 1916 engagierte sie sich für das Frauenstimmrecht in der Schweiz, zunächst durch die Mitgründung der Vereinigung für Frauenstimmrecht in Basel. Ab 1920 sass sie in deren Vorstand; von 1922 bis 1935 war sie die Präsidentin der Vereinigung. Ferner beteiligte sie sich 1918 an der Gründung der Basler Frauenzentrale. Von 1929 bis 1936 war sie Vorstandsmitglied des Schweizerischen Frauenstimmrechtsverbands, von 1940 bis 1952 dann dessen Präsidentin. In der Zeit von 1935 bis 1951 gab Vischer-Alioth zahlreiche Vorträge und Kurse zur Organisation der politischen Arbeit von Frauen. Im Bund Schweizerischer Frauenvereine (BSF) war Vischer-Alioth von 1923 bis 1926 Aktuarin, dann 1949 bis 1957 im Vorstand vertreten. Ferner war sie für den BSF in dessen Gesetzesstudien- und Versicherungskommission (bis 1953) sowie in der Redaktionskommission des Pressedienstes (bis 1963) tätig. Ferner arbeitete sie aufgrund ihrer Mitgliedschaft im Kirchenvorstand auch für den Christlichen Verein Junger Töchter. 1946 organisierte sie den zweiten Kongress der IAW in Interlaken; für die IAW war sie dann noch bis 1952 tätig. 1955 war sie an der Gründung der Europäischen Frauenunion beteiligt.
Für die Stadt Basel war Vischer-Alioth im Zweiten Weltkrieg in der Frauenkommission für Wirtschaftsfragen tätig. 1955 wurde sie als erste Frau in die Bürgerkommission gewählt. 1961 gehörte sie zu den ersten zwölf Frauen im Weiteren Bürgerrat der Bürgergemeinde Basel. Dort war sie zugleich Alterspräsidentin.